# Постачання кораблів та плавзасобів в Україну під час російського вторгнення
У таблицях позначена техніка згідно інформації яка є у відкритих джерелах під час російського вторгнення в Україну.
Докладніше: Список постачання зброї та обладнання в Україну під час російського вторгнення
Станом на червень 2024 року, в Україну відбулося або триває постачання такої кількості зброї (мінімальна оцінка):

## Загальна кількість плавзасобів
| тип                             | отримано                        | трофеї                          | всього |
| ------------------------------- | ------------------------------- | ------------------------------- | ------ |
| бойові кораблі                  | 0/4                             | —                               | 0/4    |
| допоміжні судна                 | 0/4                             | —                               | 0/4    |
| катери                          | 72/118                          | 2                               | 74/120 |
| безпілотні плавзасоби           | 24+                             | —                               | 24+    |
|                                 |                                 |                                 |        |
| SeaArk Dauntless                | SeaArk Dauntless                | SeaArk Dauntless                | 62     |
| OCEA FPB 98 Mk. I               | OCEA FPB 98 Mk. I               | OCEA FPB 98 Mk. I               | 8/20   |
| Mark VI                         | Mark VI                         | Mark VI                         | 0/24   |
| корвет типу «Ада»               | корвет типу «Ада»               | корвет типу «Ада»               | 0/4    |
| тральщик-шукач мін типу Sandown | тральщик-шукач мін типу Sandown | тральщик-шукач мін типу Sandown | 0/2    |
| тральщик-шукач мін типу Alkmaar | тральщик-шукач мін типу Alkmaar | тральщик-шукач мін типу Alkmaar | 0/2    |

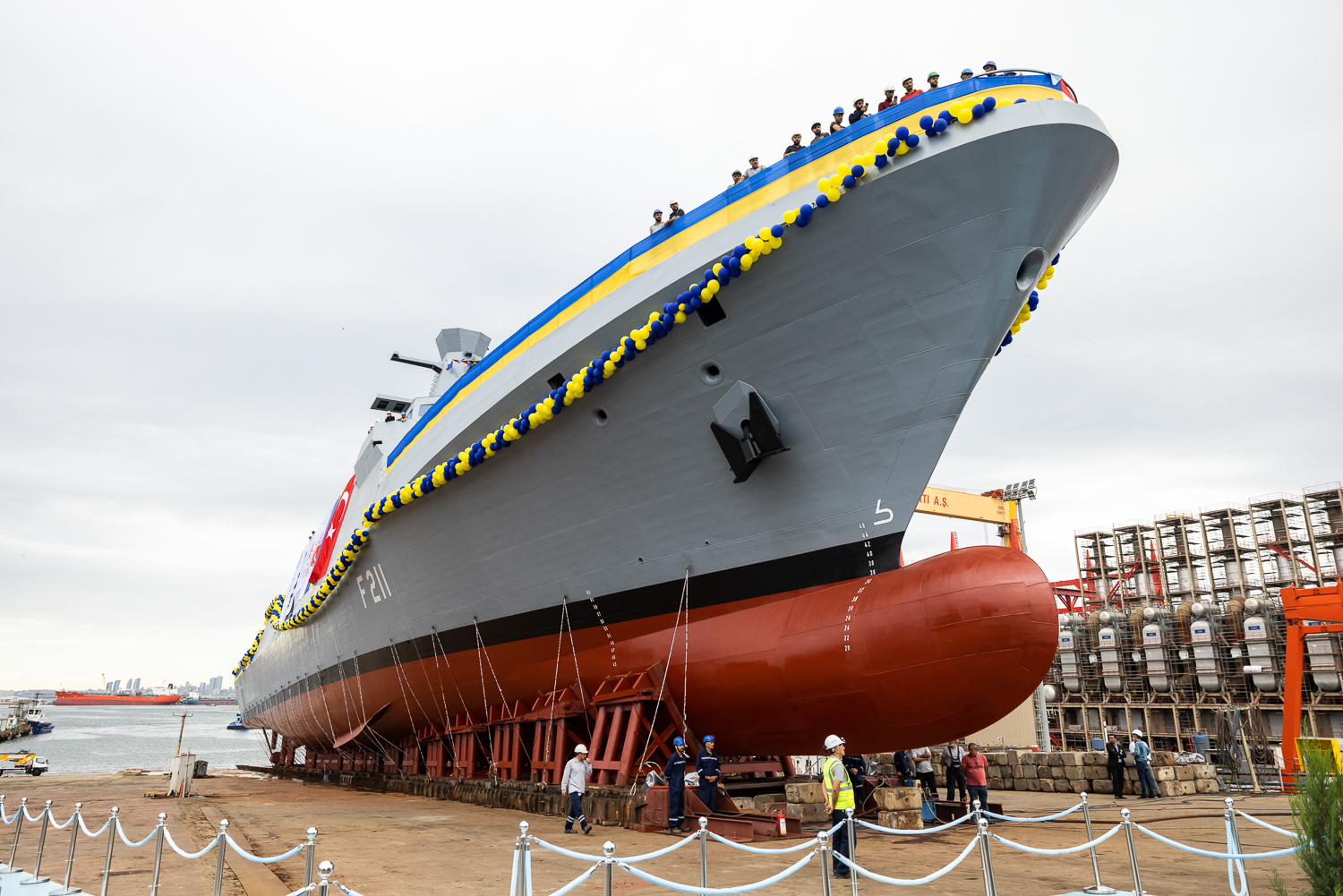
корвет типу Ада
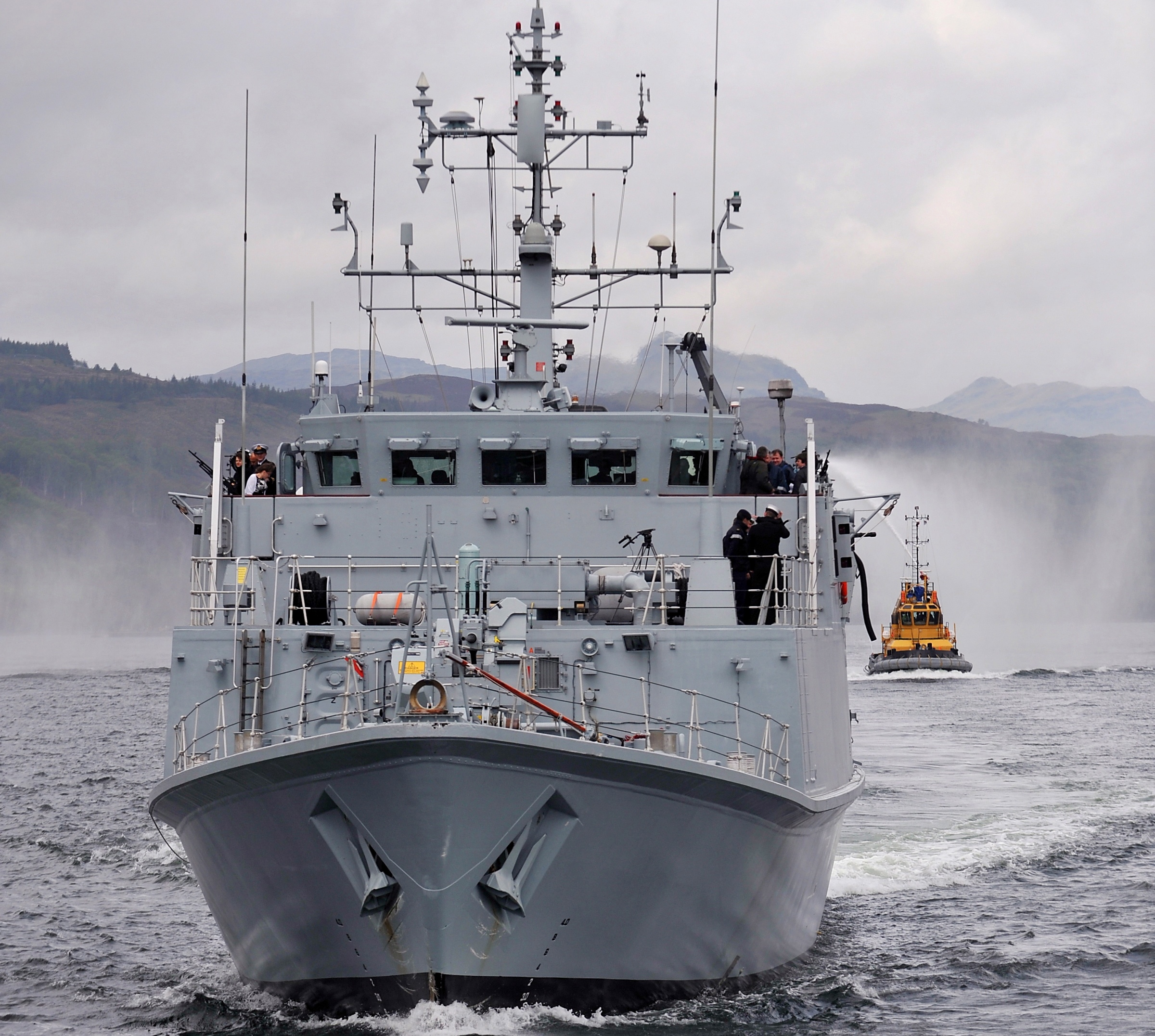
тральщик-шукач мін типу Sandown
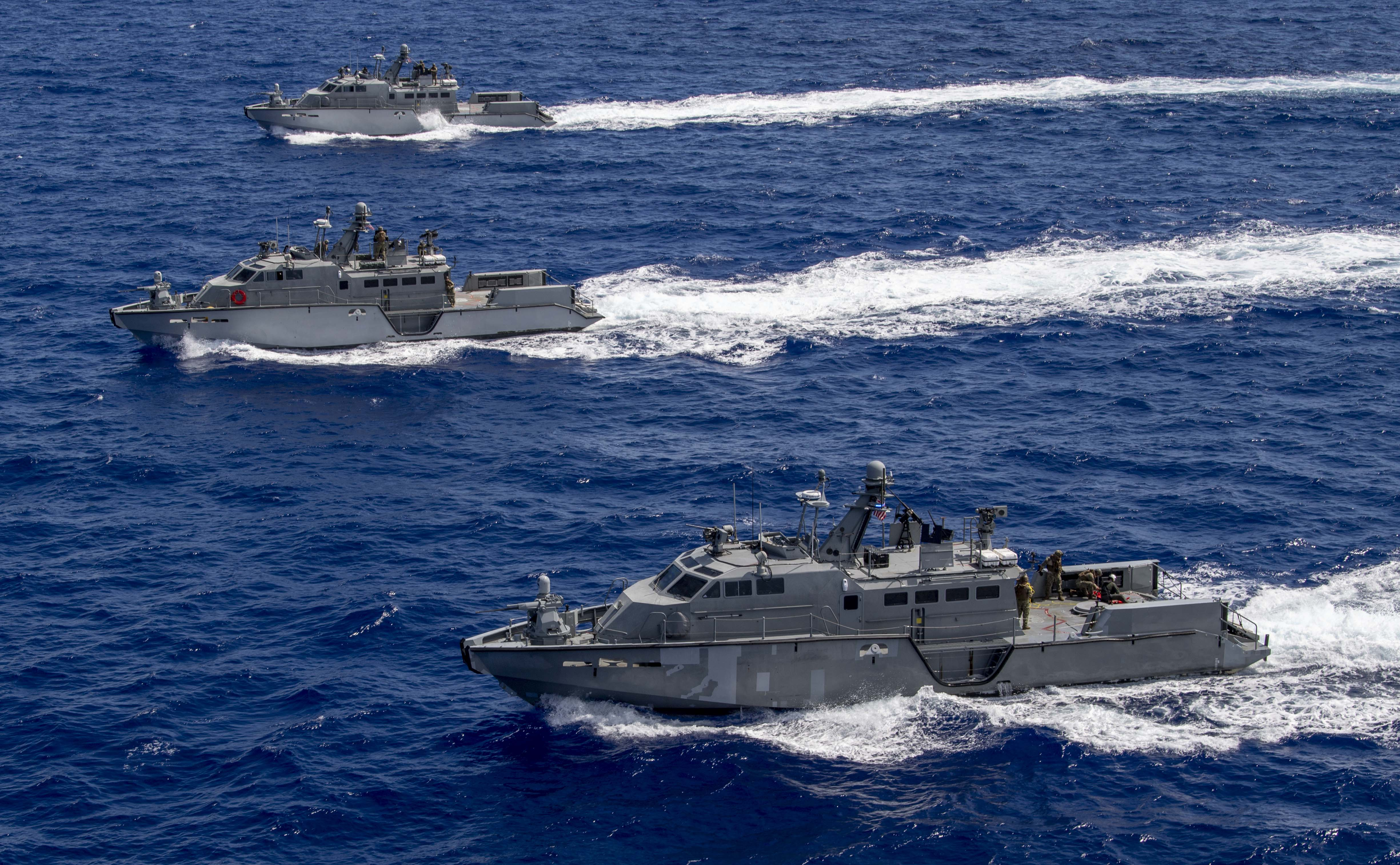
малий бойовий катер Mark VI
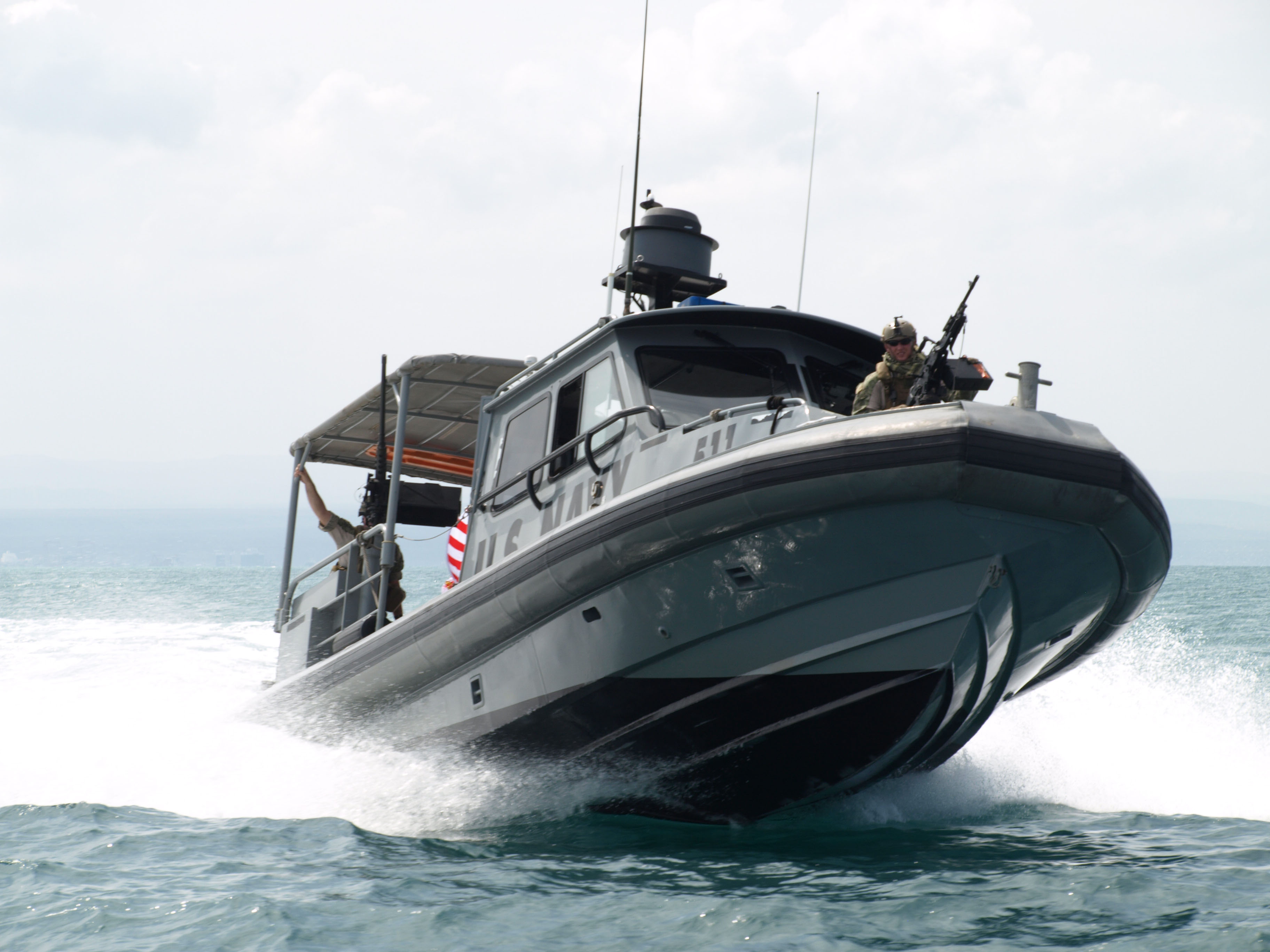
Патрульний катер SeaArk Dauntless які отримала Україна
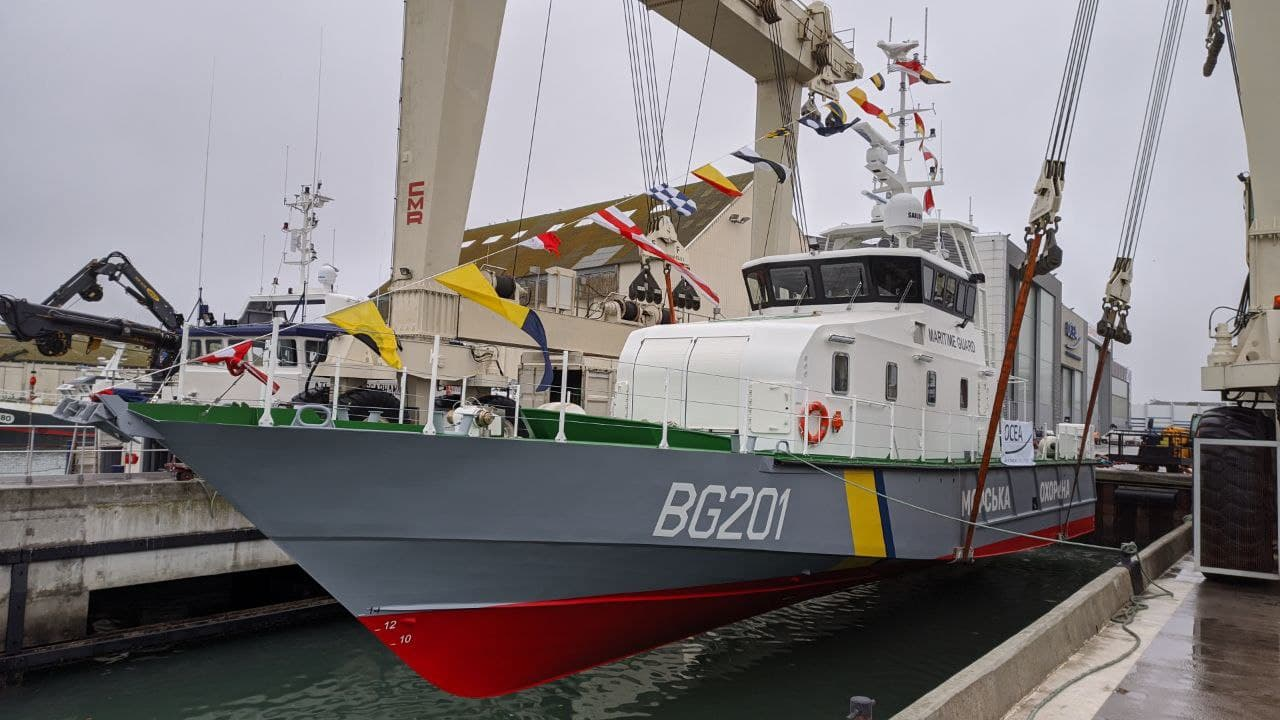
Один з 20 замовлених Україною катерів OCEA FPB 98 Mk. I

## Українська виробництво
У листопаді 2022 року український уряд анонсував розробку Magura — власного бойового надводного безпілотника дальністю до 800 км. Вперше його представили на виставці International Defence Industry Fair (IDEF) 2023 року в Стамбулі.
23.06.25 стало відомо що Норвегія виготовлятиме надводні дрони в Україні.
| походження і назва | походження і назва           | тип                                | к-ть | подробиці |
| ------------------ | ---------------------------- | ---------------------------------- | ---- | --- |
| Україна            | UMS 425CC                    | легкий катер                       | 2    | 11.08.22 стало відомо про передачу |
| Україна            | SHERP the SHUTTLE            | десантний катер                    | 1    | 25.09.22 помічено в українських військових |
| Україна            | ХИВУС-10                     | катер на повітряній подушці        | 1    | 15.10.22 ФК «Динамо» передав українським прикордонникам катер                                                                                     |
| Литва              | безпілотний надводний апарат | безпілотний надводний апарат       | 3+   | про придбання волонтерами стало відомо 17.11.22                                                                                                   |
| Україна            | Trident                      | катер                              | 2    | 13.04.23 стало відомо про постачання |
| Україна            | «Гюрза-М»                    | артилерійський катер проєкту 58155 | 1    | 26.05.23 стало відомо про постачання |
| Україна            | десантний човен              | десантний човен                    | 20   | 22.06.23 стало відомо про плани постачання від фонду Сергія Притули                                                                               |
| Україна            | MAGURA V5                    | безпілотний надводний апарат       | —    | 25.07.23 стало відомо що український оборонно-промисловий комплекс розробив новий ударний морський дрон                                           |
| Україна            | моторний човен               | моторний човен                     | —    | 24.11.23 стало відомо що Українські Сили оборони отримали від благодійників човни для операцій на лівобережжі Херсонщини                          |
| Україна            | «SeaBaby»                    | безпілотний надводний апарат       | —    | 25.11.23 СБУ показала відео ураження Кримського мосту дронами SeaBaby                                                                             |
| Україна            | моторний човен               | моторний човен                     | 180  | 17.12.23 стало відомо про постачання волонтерами                                                                                                  |
| Україна            | швидкісний катер             | швидкісний катер                   | 10   | 19.23.23 в рамках ініціативи «Сталевий Фронт» компанія «Метінвест» передала Збройним Силам України швидкісні катери та допоміжне обладнання       |
| Україна            | моторний човен               | моторний човен                     | 61   | 25.12.23 стало відомо що Одеська громада передала підрозділам, які підпорядковані Регіональному управлінню Сил тероборони «Південь» моторні човни |
| Україна            | «SeaBaby»                    | безпілотний надводний апарат       | 35   | 22.02.24 стало відомо що фонд United24 та низка українських благодійників розпочали збір коштів на 35 ударних морських дронів Sea Baby для СБУ    |
| Україна            | MAGURA V5                    | безпілотний надводний апарат       | —    | 06.06.24 головне управління розвідки Міністерства оборони України розпочало збір на закупівлю морських дронів-камікадзе Magura V5                 |
| Україна            | швидкісний катер             | швидкісний катер                   | 1    | 15.08.24 воїни ГУР Міноборони одержали від волонтерів бойовий катер українського виробництва                                                      |
| Україна            | Black Widow 2                | безпілотний надводний апарат       | —    | 07.01.25 стало відомо що Сили оборони України отримали малі річкові безпілотники                                                                  |
| Україна            | MAGURA V7                    | безпілотний надводний апарат       | —    | 13.06.25 підрозділ ГУР МО отримав новітній морський дрон Magura V7 від благодійників                                                              |

## Постачання
11 грудня 2023 року Велика Британія разом з Норвегією очолила нову коаліцію морських сил і засобів, яка надасть довгострокову підтримку Україні, включаючи навчання, обладнання та інфраструктуру для зміцнення безпеки в Чорному морі.

### Постачання що тривають або завершені

#### Кораблі
| назва                | назва                     | походження і тип                | подробиці                                                                          |
| -------------------- | ------------------------- | ------------------------------- | ---------------------------------------------------------------------------------- |
| Велика Британія      | —                         | ракетний катер типу FIAC        | 13.11.21 стало відомо про постачання                                               |
| Велика Британія      | —                         | ракетний катер типу FIAC        | 13.11.21 стало відомо про постачання                                               |
| Велика Британія      | —                         | ракетний катер типу FIAC        | 13.11.21 стало відомо про постачання                                               |
| Велика Британія      | —                         | ракетний катер типу FIAC        | 13.11.21 стало відомо про постачання                                               |
| Велика Британія      | —                         | ракетний катер типу FIAC        | 13.11.21 стало відомо про постачання                                               |
| Велика Британія      | —                         | ракетний катер типу FIAC        | 13.11.21 стало відомо про постачання                                               |
| Велика Британія      | —                         | ракетний катер типу FIAC        | 13.11.21 стало відомо про постачання                                               |
| Велика Британія      | —                         | ракетний катер типу FIAC        | 13.11.21 стало відомо про постачання                                               |
|                      |                           |                                 |                                                                                    |
| Туреччина            | «Гетьман Іван Мазепа»     | корвет типу «Ада»               | 02.10.22 спущений на воду корвет «Гетьман Іван Мазепа»                             |
| Туреччина            | «Гетьман Іван Виговський» | корвет типу «Ада»               | 10.08.24 спущений на воду корвет «Гетьман Іван Виговський»                         |
| Туреччина            | —                         | корвет типу «Ада»               | —                                                                                  |
| Туреччина            | —                         | корвет типу «Ада»               | —                                                                                  |
| Велика Британія      | M310 «Чернігів»           | тральщик-шукач мін типу Sandown | 20.01.23 стало відомо про вихід кораблів у море під українським прапором           |
| Велика Британія      | M311 «Черкаси»            | тральщик-шукач мін типу Sandown | 20.01.23 стало відомо про вихід кораблів у море під українським прапором           |
| Нідерланди · Бельгія | «Маріуполь»               | тральщик-шукач мін типу Alkmaar | 26.06.25 стало відомо про отримання Україною тральщиків класу Alkmaar (Tripartite) |
| Нідерланди · Бельгія | «Мелітополь»              | тральщик-шукач мін типу Alkmaar | 26.06.25 стало відомо про отримання Україною тральщиків класу Alkmaar (Tripartite) |
| Нідерланди · Бельгія | «Генічеськ»               | тральщик-шукач мін типу Alkmaar | 26.06.25 стало відомо про отримання Україною тральщиків класу Alkmaar (Tripartite) |

#### Малі катери та човни
| походження і назва | походження і назва                           | тип                                          | к-ть | подробиці |
| ------------------ | -------------------------------------------- | -------------------------------------------- | ---- | --- |
| Україна            | аварійно-рятувальний катер типу Patrol 24 WP | аварійно-рятувальний катер типу Patrol 24 WP | 1    | 16.12.21 стало відомо про постачання, яке повинно відбутися у 2023 році                                                         |
| США                | бронекатер                                   | бронекатер                                   | 40   | 04.11.22 стало відомо про плани постачання                                                                                      |
| США                | Mark VI                                      | бойовий катер                                | 24   | 26.01.23 стало відомо що завершується виготовлення першого катера Mark VI для України                                           |
| Швеція             | плаваюча понтонна переправа                  | плаваюча понтонна переправа                  | 6    | 16.02.23 стало відомо про постачання                                                                                            |
| США                | PB40 Defiant                                 | катер                                        | —    | 12.03.23 помічено в Україні |
| Франція            | OCEA FPB 98 Mk. I                            | патрульний катер                             | 20   | 18.05.23 стало відомо про готовність перших шести із 20 катерів                                                                 |
| Велика Британія    | ехолотна система                             | ехолотна система                             | 4    | 11.09.23 стало відомо що Велика Британія передала Україні чотири ехолоти вартістю 1,6 млн фунтів                                |
| Франція            | EFA                                          | самохідний пором                             | 8    | 02.10.23 стало відомо що Збройні Сили України отримають 8 самохідних поромів EFA                                                |
| Україна            | Sea Force 1100                               | катер                                        | —    | 10.10.23 стало відомо що ГУР замовило у благодійників човни Sea Force 1100                                                      |
| Нідерланди         | патрульний катер                             | патрульний катер                             | —    | 14.10.23 стало відомо про постачання                                                                                            |
| США                | SeaArk Dauntless                             | катер                                        | 62   | у загальному переліку військової допомоги від США опублікованому 03.11.23                                                       |
| Данія              | SeaBat T51-R                                 | багатопроменевий ехолот                      | —    | 16.11.23 стало відомо про постачання                                                                                            |
| Велика Британія    | катер                                        | катер                                        | 23   | 11.12.23 стало відомо про постачання                                                                                            |
| Франція            | лоцманський катер                            | лоцманський катер                            | 1    | 26.12.23 стало відомо про постачання                                                                                            |
| Франція            | PILOTINE XIV                                 | лоцманський катер                            | 1    | 27.12.23 стало відомо про постачання                                                                                            |
| Канада             | Zodiac Hurricane                             | жорстко-корпусний надувний човен             | 10   | 23.01.24 стало відомо про постачання                                                                                            |
| Швеція             | Stridsbåt 90                                 | десантно-штурмовий катер                     | 10   | 20.02.24 були озвучені подробиці нового траншу військової допомоги від Швеції                                                   |
| Швеція             | Gruppbåt                                     | катер                                        | 20   | 20.02.24 були озвучені подробиці нового траншу військової допомоги від Швеції                                                   |
| Нідерланди         | CB90                                         | бойовий катер                                | 8    | 01.03.24 стало відомо про нову передачу швидкісних та маневрених суден Україні від Нідерландів                                  |
| Нідерланди         | воєнізований річковий патрульний катер       |                                              | 8    | 01.03.24 стало відомо про нову передачу швидкісних та маневрених суден Україні від Нідерландів                                  |
| Нідерланди         | надувний човен з жорстким корпусом RHIB      | надувний човен з жорстким корпусом RHIB      | 14   | 01.03.24 стало відомо про нову передачу швидкісних та маневрених суден Україні від Нідерландів                                  |
| Велика Британія    | моторний човен                               | моторний човен                               | 60   | 23.04.24 було оголошене постачання човнів від Великої Британії                                                                  |
| Естонія            | Patrol 18WP                                  | патрульний катер                             | 2    | 26.04.24 Естонія передала Україні два патрульні катери                                                                          |
| Австралія          | Sentinel 830R                                | катер                                        | —    | 14.05.24 стало відомо про подробиці постачання катера Sentinel 830R RHIB                                                        |
| Велика Британія    | безпілотний надводний апарат                 | безпілотний надводний апарат                 | —    | 23.05.24 стало відомо про подробиці постачання                                                                                  |
| Україна            | лоцманський катер                            | лоцманський катер                            | 1    | Агентство США з міжнародного розвитку (USAID) профінансувало будівництво нового судна для Адміністрації морських портів України |
| Україна            | Combat Boat 90                               | швидкісний броньований десантний катер       | 3    | 24.06.24 благодійники оснастили українське Головне управління розвідки броньованими катерами CB90                               |
| США                | Metal Shark 45 Defiant                       | патрульний катер                             | 4    | 08.07.24 Сполучені Штати передали 4 патрульні катери для Держприкордонслужби України                                            |
| Швеція             | Combat Boat 90                               | швидкісний броньований десантний катер       | 6    | 09.09.24 Швеція анонсувала новий пакет військової допомоги Україні                                                              |
| Норвегія           | надувний човен                               | надувний човен                               | 130  | 31.10.24 стало відомо що Норвегія передасть Україні 130 надувних човнів                                                         |
| Австралія          | катер із жорстким корпусом                   | катер із жорстким корпусом                   | 14   | 05.11.24 стало відомо що Австралія подарує Україні 14 катерів із жорстким корпусом для посилення морської та берегової оборони  |
| США                | RAB                                          | річковий катер                               | —    | 09.01.25 стало відомо що Україна отримали американські річкові катери RAB                                                       |
| Швеція             | бойовий катер                                | бойовий катер                                | 16   | 30.01.25 стало відомо про постачання                                                                                            |
| США                | RAB                                          | швидкісний катер                             | 2+   | 17.04.25 були помічені швидкісні багатоцільові катери SURC                                                                      |
| Фінляндія          | Uisk                                         | десантно-штурмовий катер                     | —    | 25.04.25 помічені в користуванні військовими 37 ОБрМП                                                                           |
| Нідерланди         | корабель                                     | корабель                                     | 100+ | 04.06.25 Нідерланди оголосили про новий пакет військової допомоги Україні                                                       |
| Нідерланди         | патрульний катер                             |                                              | 100+ | 04.06.25 Нідерланди оголосили про новий пакет військової допомоги Україні                                                       |
| Нідерланди         | транспортний катер                           |                                              | 100+ | 04.06.25 Нідерланди оголосили про новий пакет військової допомоги Україні                                                       |
| Нідерланди         | корабель спеціальних операцій                |                                              | 100+ | 04.06.25 Нідерланди оголосили про новий пакет військової допомоги Україні                                                       |

#### Безпілотні плавзасоби
| походження і назва | походження і назва               | тип                              | к-ть | подробиці                                                                            |
| ------------------ | -------------------------------- | -------------------------------- | ---- | ------------------------------------------------------------------------------------ |
| Німеччина          | інші безпілотні надводні апарати | інші безпілотні надводні апарати | 20   | у загальному переліку військової допомоги від Німеччини опублікованому 01.11.23      |
| Німеччина          | Sonobot 5                        | безпілотний надводний апарат     | 20   | у загальному переліку військової допомоги від Німеччини опублікованому 01.11.23      |
| США                | безпілотний надводний апарат     | безпілотний надводний апарат     | —    | у загальному переліку військової допомоги від США опублікованому 03.11.23            |
| Нова Зеландія      | безпілотний надводний апарат     | безпілотний надводний апарат     | —    | 23.04.25 стало відомо про постачання безпілотних надводних апаратів з Нової Зеландії |
| Бельгія            | безпілотний надводний апарат     | безпілотний надводний апарат     | 5    | 17.05.25 стало відомо про постачання безпілотних морських суден                      |
| Латвія             | Rey                              | дрони-катамаран                  | —    | 28.05.25 бійцям ССО України поставили латвійські дрони-катамарани Rey                |
| Нідерланди         | безпілотний надводний апарат     | безпілотний надводний апарат     | 50   | 04.06.25 Нідерланди оголосили про новий пакет військової допомоги Україні            |

### Заплановані постачання
| походження і назва | походження і назва | тип                        | к-ть | подробиці |
| ------------------ | ------------------ | -------------------------- | ---- | --- |
| Велика Британія    | моторний човен     | моторний човен             | 0/50 | 07.07.24 стало відомо про новий пакет військової допомоги від Великобританії                                                                      |
| Велика Британія    | COOKSON            | безпілотний ракетний катер | —    | 08.01.25 міноборони Великої Британії оголосило про запуск проекту COOKSON, який передбачає створення безпілотного ударного катера для ВМС України |

## Трофеї[77]
| # | походження і назва | тип                     | к-ть | подробиці                                                |
| - | ------------------ | ----------------------- | ---- | -------------------------------------------------------- |
| 1 | БМК-130М/БМК-150   | буксирно-моторний катер | 1    | задокументовано 1 неушкоджений трофей станом на 24.11.23 |
| 2 | БМК-МО             | буксирно-моторний катер | 1    | задокументовано 1 неушкоджений трофей станом на 24.11.23 |

## Втрати[78]
| походження і назва           | тип                                  | к-ть | подробиці |
| ---------------------------- | ------------------------------------ | ---- | --- |
| F130 «Гетьман Сагайдачний»   | фрегат                               | 1    | задокументовано 1 частково затоплений екіпажем фрегат проєкту 11351 станом на 15.02.23                                                                                         |
| A500 «Донбас»                | корабель управління                  | 1    | задокументовано 1 втрачений корабель управління проєкту 304 станом на 15.02.23                                                                                                 |
| U360 «Генічеськ»             | рейдовий тральщик                    | 1    | задокументовано 1 втрачений рейдовий тральщик проєкту 1258 станом на 15.02.23                                                                                                  |
|                              |                                      |      | |
| BG-32 «Донбас»               | прикордонний сторожовий корабель     | 1    | задокументовано 1 втрачений прикордонний сторожовий корабель проекту 205П станом на 15.02.23                                                                                   |
| P190 «Слов'янськ»            | патрульний катер                     | 1    | задокументовано 1 втрачений патрульний катер типу «Айленд» станом на 15.02.23                                                                                                  |
| А830 «Корець»                | морський буксир                      | 1    | задокументовано 1 втрачений буксир проєкту 745 станом на 15.02.23 |
|                              |                                      |      | |
| катер проєкту 376            | катер проєкту 376                    | 1    | задокументовано 1 втрачений катер проєкту 376 17.04.23 |
| L450 «Станіслав»             | броньований десантно-штурмовий катер | 1    | задокументовано 1 втрачений катер проєкту 58503 «Кентавр-ЛК» станом на 15.02.23                                                                                                |
| BG-108                       | катер морської охорони               | 3    | задокументовано 3 втрачених катери морської охорони проєкту 1400М станом на 15.02.23                                                                                           |
| BG-118                       | катер морської охорони               | 3    | задокументовано 3 втрачених катери морської охорони проєкту 1400М станом на 15.02.23                                                                                           |
| —                            | катер морської охорони               | 3    | задокументовано 3 втрачених катери морської охорони проєкту 1400М станом на 15.02.23                                                                                           |
| P174 «Аккерман»              | артилерійський катер                 | 4    | задокументовано 4 втрачених малих броньованих артилерійських катерів проєкту 58155 «Гюрза-М» станом на 15.02.23 (з них щонайменше 1 захоплений ворогом без видимих пошкоджень) |
| P177 «Кременчук»             | артилерійський катер                 | 4    | задокументовано 4 втрачених малих броньованих артилерійських катерів проєкту 58155 «Гюрза-М» станом на 15.02.23 (з них щонайменше 1 захоплений ворогом без видимих пошкоджень) |
| P178 «Лубни»                 | артилерійський катер                 | 4    | задокументовано 4 втрачених малих броньованих артилерійських катерів проєкту 58155 «Гюрза-М» станом на 15.02.23 (з них щонайменше 1 захоплений ворогом без видимих пошкоджень) |
| P179 «Вишгород»              | артилерійський катер                 | 4    | задокументовано 4 втрачених малих броньованих артилерійських катерів проєкту 58155 «Гюрза-М» станом на 15.02.23 (з них щонайменше 1 захоплений ворогом без видимих пошкоджень) |
| малий катер морської охорони | малий катер морської охорони         | 8    | задокументовано 8 втрачених катерів такого типу станом на 15.02.23 |

3 березня 2022 року стало відомо що флагман ВМС фрегат «Гетьман Сагайдачний» який стояв на ремонті і був небоєздатним частково затоплений у Миколаєві українськими моряками.